# 六年計畫
六年計畫是為了讓波蘭經濟迎合蘇維埃經濟所設計，以「新鑄造廠（Nowa Huta）」等重工業化計畫為其中心思想。該計畫於1950年7月21日在眾議院通過，儘管後來幾經修正，卻從未徹底完成。
為經深思熟慮的快速工業化結果，讓波蘭社會付出極大代價，由於如建築等其他領域的投資驟減，生活水準也跟著大幅低落。農業方面，當時的波蘭農民抗爭不斷，政府遂大力推廣集體制度。此一計畫是以類似的蘇維埃計畫為藍圖，其基調為特定的蘇維埃風格原則，如中央經濟規劃、限縮所謂的資本主義者元素，以及與其他東方集團國家緊密合作等。當時各大城市的周邊紛紛出現新市郊，吸引人口過剩的村莊居民前往。然而，同一時間，供給與需求間的失衡加深，日用品短缺成了常態，結果導致1950年代初期再度出現配給制度。
六年計畫唯一的實質成果為快速發展的重工業。然而，由於所有的國家基金都投入在造船廠、鋼鐵廠、化工廠及汽車工廠等，當時波蘭經濟的其他領域，如服務業與食品業等，依舊處於發展落後的狀態。